# Ожелець
Ожелець (пол. Orzelec, нім. Kattenhorst) — село в Польщі, у гміні Дещно Ґожовського повіту Любуського воєводства.
Населення — 91 особа (2011).
У 1975-1998 роках село належало до Гожовського воєводства.

## Демографія
Демографічна структура станом на 31 березня 2011 року:
|          | Загалом | Допрацездатний вік | Працездатний вік | Постпрацездатний вік |
| -------- | ------- | ------------------ | ---------------- | -------------------- |
| Чоловіки | 49      | 11                 | 35               | 3                    |
| Жінки    | 42      | 5                  | 27               | 10                   |
| Разом    | 91      | 16                 | 62               | 13                   |